# Eduard Julius Ludwig von Lewinski
Eduard Julius August Ludwig von Lewinski (* 22. Februar 1829 in Münster; † 15. September 1906 in Burgwitz bei Trebnitz) war ein preußischer General der Artillerie.

## Leben

### Herkunft
Eduard entstammte dem Adelsgeschlecht Lewinski. Er war der Sohn des Oberstleutnant a. D. August Jakob von Lewinski (* 14. Februar 1791 in Neustadt bei Danzig; † 27. August 1870 in Berlin) und dessen Ehefrau Charlotte Wilhelmine, geborene Seydel (* 18. November 1804 in Minden; † 28. Februar 1869 in Berlin). Sein jüngerer Bruder Alfred wurde ebenfalls preußischer General.

### Militärkarriere
Lewinski besuchte die Schule in Krotoschin und wurde anschließend in den Kadettenanstalten Wahlstatt und Berlin erzogen. Als Portepeefähnrich wurde er dann am 2. Mai 1846 dem 6. Infanterieregiment der Preußischen Armee überwiesen.
Im Krieg Deutsch-Dänischen Krieg 1864 war Lewinski als Hauptmann Chef der 1. Gardefestungskompanie, nahm an der Erstürmung der Düppeler Schanzen teil und zeichnete sich dabei so aus, dass ihm der Orden Pour le Mérite verliehen wurde. Im Deutschen Krieg 1866 wurde er im Stab der 1. Armee eingesetzt. 1867 wurde Lewinski als Major in den Generalstab versetzt und machte den Deutsch-Französischen Krieg 1870/71 zunächst im Stab der 1. Armee und dann als Oberquartiermeister der Südarmee mit. 1871 wurde er Chef des Generalstabs des IX. Armee-Korps und 1872 Oberstleutnant und Kommandeur des Artillerie-Regiments Nr. 24. 1877 wurde er Kommandeur der 2. Feldartillerie-Brigade und in dieser Funktion am 12. Juni 1880 zum Generalmajor befördert. Knapp vier Jahre später folgte seine Ernennung zum Inspekteur der 2. Feld-Artillerieinspektion sowie am 16. September 1885 die  Beförderung zum Generalleutnant.
1889 wurde Lewinski zum Kommandierenden General des VI. Armee-Korps ernannt und 1890 zum General der Artillerie befördert. Am 21. Februar 1895 wurde Lewinski mit Pension zur Disposition gestellt. Er wurde nach seinem Tod am 19. September 1906 in Breslau beigesetzt.

### Familie
Lewinski verheiratete sich am 30. Dezember 1858 in Mainz mit Philippine Karoline Agnes Nanne (* 3. November 1835 in Bederkesa; † 11. August 1869 in Neiße). Nach ihrem Tod ehelichte er am 14. Februar 1872 in Dresden Helene Pauline von Sperling (* 29. Juni 1847 in Erfurt; † 20. November 1910 in Oberschreiberhau). Sie war die Tochter des preußischen Generalmajors Oskar von Sperling. Aus den Ehen gingen folgende Kinder hervor:
- Agnes Auguste Luise Marie (* 20. Februar 1860 in Berlin) ⚭ Raimar von Raven (1848–1920), preußischer Generalleutnant
- August Friedrich Eduard (* 19. Februar 1863 in Berlin; † 15. Mai 1906 in Stendal), preußischer Rittmeister
- Eduard (* 6. Juni 1864 in Spandau; † 22. Juli 1883 in Stettin)
- August Alfred Friedrich (1866–1957), preußischer Generalmajor
- Philippine Wilhelmine Klara (* 30. Juli 1869 in Neiße) ⚭ Willi von Lewinski, preußischer Major der Reserve und Bergassessor
- Oskar Eugen Alfred Edwin (1873–1913), preußischer Major und Militärattaché ⚭ Marie von Cölln
- Hertha Helene (* 8. April 1874 in Schwerin)
- Kurt Otto Paul Eduard (* 4. Juli 1875 in Schwerin), preußischer Major a. D., zuletzt Kommandeur des Husaren-Regiments (1. Kurhessisches) Nr. 13 im Ersten Weltkrieg
- Else Helene Pauline Wilhelmine (* 6. Juni 1878 in Stettin) ⚭ Johann von Cölln, preußischer Rittmeister a. D., Herr auf Ober-, Nieder- und Mittel-Deichslau
- Fritz Erich Georg Eduard (1887–1973), deutscher Generalfeldmarschall im Zweiten Weltkrieg